# 漢尼拔 (紐約州村)
漢尼拔（英語：Hannibal）是位於美國紐約州奧斯威戈縣的村。

## 人口
根據2020年美國人口普查的數據，漢尼拔的面積為2.98平方千米，皆為陸地。當地共有人口535人，而人口密度為每平方千米180人。